# یوهان اشتراوس (پدر)
یوهان اشتراوس (پدر) (به آلمانی: Johann Strauss I) (زادهٔ ۱۴ مارس ۱۸۰۴ - درگذشتهٔ ۲۵ سپتامبر ۱۸۴۹) آهنگساز دورهٔ رمانتیک اهل اتریش بود. پرآوازه‌ترین اثرِ او مارش رادتسکی است.
یوهان اشتراوس (پسر)، یوزف اشتراوس، و ادوارد اشتراوس پسران او بودند.